# Mihai Bărbulescu
Mihai Bărbulescu (geboren am 29. September 1947 in Oradea) ist ein rumänischer Althistoriker und Klassischer Archäologe.
Nach dem Abitur am Emanuil-Gojdu-Gymnasium in Oradea studierte Mihai Bărbulescu von 1965 bis 1970 Alte Geschichte und Klassische Archäologie an der Babeș-Bolyai-Universität in Cluj-Napoca. Im Anschluss war er von 1970 bis 1991 wissenschaftlicher Mitarbeiter am Institut für Geschichte und Archäologie der Rumänischen Akademie in Cluj-Napoca. Mit einer Arbeit über griechisch-römische Kulte in der Provinz Dacia („Cultele greco-romane în provincia Dacia“) wurde er 1986 an der Babeș-Bolyai-Universität promoviert.
Dort wurde er 1992 zum außerordentlichen, 1994 zum ordentlichen Professor ernannt. Von 1996 bis 2000 war er Dekan der Fakultät für Geschichte und Philosophie. Die Abteilung für Alte Geschichte und Archäologie der Universität leitete er von 1996 bis 2007. Von 2003 bis 2008 war er Präsident der Nationalen Kommission für Archäologie. Im Jahr 2008 wurde er zum Direktor der Accademia di Romania in Rom ernannt, die er bis 2018 leitete. Ab 2010 war er Vertreter der Rumänischen Akademie in der Union Académique Internationale.
Zu den Forschungsschwerpunkten von Mihai Bărbulescu, der ab 1971 archäologische Untersuchungen im Legionslager und in der römischen Stadt Potaissa durchführte, gehören neben Geschichte und Archäologie der römischen Provinz Dacia die antike Militärgeschichte, Religion und bildende Kunst der Antike sowie Epigraphik.
Bărbulescu ist Mitglied zahlreicher wissenschaftlicher Beratungsgremien, unter anderem seit 1985 des Lexicon Iconographicum Mythologiae Classicae und des Thesaurus Cultus et Rituum Antiquorum in Basel, der Zeitschriften Dacia. Revue d’archéologie et d’histoire ancienne der Rumänischen Akademie, Ephemeris Dacoromana der Accademia di Romania und der Studia Historica. Historia Antigua der Universität Salamanca. Seit 2009 ist er im wissenschaftlichen Beirat des Laboratorio di studi e ricerche sulle Antiche province Danubiane an der Universität Ferrara und Dozent für die Promotionsstudiengänge in Archäologie und Geschichte an der Universität Messina.
Für seine Leistungen erhielt er zahlreiche Preise und Auszeichnungen. So wurde er im Jahr 2003 Ritter des rumänischen Treudienst-Ordens. Im Jahr 2006 erhielt er die Ehrendoktorwürde der West-Universität Temeswar, 2011 der Universität Petru Maior in Târgu Mureș.

## Publikationen (Auswahl)
- Interferenţe spirituale în Dacia romană. Dacia, Cluj-Napoca 1984 (2., überarbeitete und erweiterte Auflage Tribuna, Cluj-Napoca 2003).
- Din istoria militară a Daciei romane. Legiunea V Macedonica şi castrul de la Potaissa. Dacia, Cluj-Napoca 1987.
- Potaissa. Studiu monografic (= Dissertationes Musei Potaissensis. Band 1). Muzeul de istorie Turda, Turda 1994.
- Das Legionslager von Potaissa (Turda). Castrul legionar de la Potaissa (Turda) (= Führer zu den archäologischen Denkmälern aus Dacia Porolissensis. Band 7). Zalău 1997.
- Mormântul princiar germanic de la Turda. Das germanische Fürstengrab von Turda. Tribuna, Cluj-Napoca 2008.
- Signum originis. Religie, artă şi societate în Dacia romană: Rumänische Akademie, Bukarest 2009.
- Inscripţiile din castrul legionar de la Potaissa. The Inscriptions of the Legionary Fortress at Potaissa.  Rumänische Akademie, Bukarest  2012.
- Arta romană la Potaissa.  Rumänische Akademie, Bukarest und Mega, Cluj-Napoca 2015.
- Potaissa. L’arte romana in una citta della Dacia. „L’Erma“ di Bretschneider, Rom 2016.
- Bălţi. 1818–1944. Rumänische Akademie, Bukarest 2017.
- Și s-a dansat lambada. Școala Ardeleană, Cluj-Napoca 2019.